# Idiocera kowalskii
Idiocera kowalskii är en tvåvingeart som beskrevs av Jaroslav Stary och Krzeminski 1984. Idiocera kowalskii ingår i släktet Idiocera och familjen småharkrankar.
Artens utbredningsområde är Algeriet. Inga underarter finns listade i Catalogue of Life.